# Омелічев Броніслав Олександрович
Броніслав Олександрович Омелічев (нар. 29 січня 1935, село Яруново Кубіно-Озерського району Північного краю РРФСР, тепер село у складі Вологодського району Вологодської області, Російська Федерація) — радянський військовик, генерал-полковник (29.10.1987). Депутат Верховної Ради УРСР 10-го скликання. Народний депутат СРСР (1989—1991).

## Біографія
Народився у селянській родині. Батько був призваний в Червону Армію з початку німецько-радянської війни, загинув на фронті. Мати працювала вчителькою молодших класів у школі.
З 1943 року навчався у початковій школі, з 1947 року — у Високовській семирічній школі, з 1950 року — в чоловічій середній школі № 15 міста Вологди. Закінчив її в 1953 році.
З 1953 року — в Радянській армії. У 1956 році закінчив Череповецьке військове училище. З 1956 по 1964 роки служив у 268-му мотострілецькому полку 69-ї стрілецької дивізії: командир розвідувального взводу, командир роти. Потім служив в інших частинах і з'єднаннях.
Член КПРС з грудня 1960 по серпень 1991 року.
У 1968 році закінчив командний факультет Військової академії імені Фрунзе, у 1975 році — Військову академію Генерального штабу Збройних сил СРСР імені Ворошилова.
З 1975 року командував полком, був начальником штабу і командиром 35-ї мотострілецької дивізії в Групі радянських військ у Німеччині, в 1979 році — начальником штабу армії.
З 1979 року — командувач 38-ї армії Прикарпатського військового округу.
З травня 1982 року — начальник штабу Ленінградського військового округу.
У травні 1985 року призначений на посаду заступника начальника Головного оперативного управління Генерального штабу Збройних сил СРСР. З 1987 року — начальник Головного оперативного управління Генерального штабу Збройних сил СРСР. З січня 1989 року — 1-й заступник начальника Генерального штабу Збройних сил СРСР.
З вересня 1992 року — начальник Гуманітарної академії Збройних Сил Російської Федерації. Одночасно з листопада 1991 року був членом Експертної ради при Раді міністрів—Уряді СРСР.
У 1994 році звільнений у відставку. З 1995 року працював консультантом науково-дослідної організації «РАУ-Університет».
Живе в Москві. Член Вологодського земляцтва в Москві.

## Військові звання
- генерал-лейтенант (4.05.1981)
- генерал-полковник (29.10.1987)

## Нагороди
- два ордени Червоної Зірки
- ордена «За службу Батьківщині у Збройних Силах СРСР» II і III ступенів
- 15 медалей
- іноземні ордени і медалі